# Dufay (cràter)

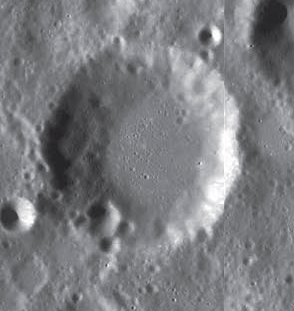
Plànol ALC-67

Dufay és un cràter d'impacte que es troba en la cara oculta de la Lluna, a prop d'un diàmetre de distància a l'est de la gran plana emmurallada del cràter Mandel'shtam. Al nord-oest apareix el cràter Papaleksi i a l'est es troba Valier.

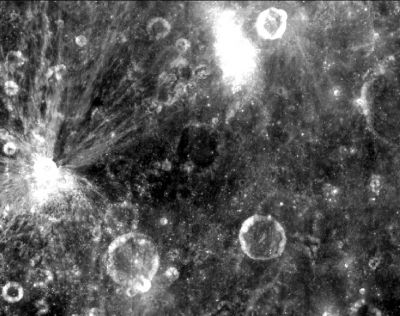
Fotografia de la missió Clementine (1994)

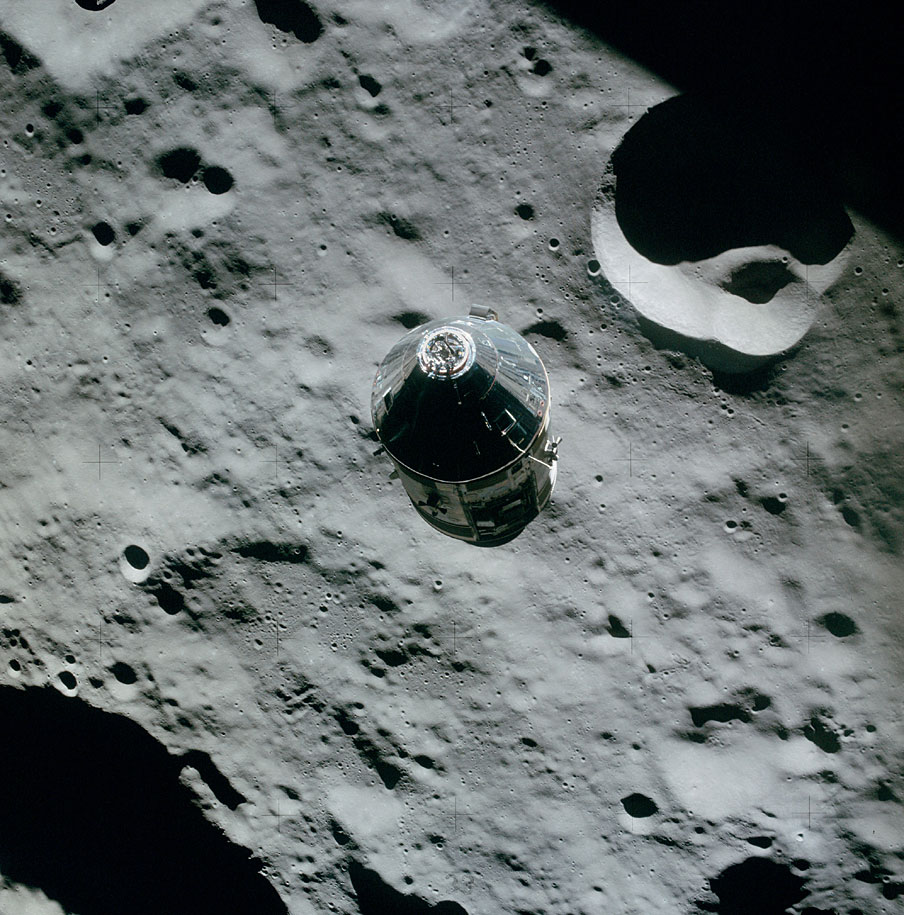
Fotografia de la missió Apol·lo 16

El brocal del cràter està molt desgastat per successius impactes, amb diversos cràters petits situats al llarg de la vora sud. La paret interna és una mica més ampla en el costat occidental en comparació de l'est i el sud-est. El sòl interior és relativament pla i sense trets distintius.

## Cràters satèl·lit
Per convenció aquests elements són identificats en els mapes lunars posant la lletra en el costat del punt central del cràter que està més prop de Dufay.
|       | \| Dufay \| Coordenades \| Diàmetre \| \| ----- \| ------------------------------------ \| -------- \| \| A \| 9° 30′ N, 170° 30′ E / 9.5°N,170.5°E \| 15 km \| \| B \| 8° 30′ N, 171° 00′ E / 8.5°N,171.0°E \| 20 km \| \| D \| 6° 18′ N, 170° 30′ E / 6.3°N,170.5°E \| 32 km \| \| X \| 7° 12′ N, 168° 30′ E / 7.2°N,168.5°E \| 42 km \| \| Y \| 8° 18′ N, 168° 24′ E / 8.3°N,168.4°E \| 16 km \| |          |
| Dufay | Coordenades | Diàmetre |
| A     | 9° 30′ N, 170° 30′ E / 9.5°N,170.5°E | 15 km    |
| B     | 8° 30′ N, 171° 00′ E / 8.5°N,171.0°E | 20 km    |
| D     | 6° 18′ N, 170° 30′ E / 6.3°N,170.5°E | 32 km    |
| X     | 7° 12′ N, 168° 30′ E / 7.2°N,168.5°E | 42 km    |
| Y     | 8° 18′ N, 168° 24′ E / 8.3°N,168.4°E | 16 km    |